# Calyptotis scutirostrum
Espèce
Synonymes
- Lygosoma scutirostrum Peters, 1874
- Cophoscincus obscurus O’Shaughnessy, 1874
- Calyptotis flaviventer De Vis, 1886

Calyptotis scutirostrum est une espèce de sauriens de la famille des Scincidae.

## Répartition
Cette espèce est endémique d'Australie. Elle se rencontre en Nouvelle-Galles du Sud et au Queensland.

## Publication originale
- Peters, 1874 : Über neue Saurier (Spæriodactylus, Anolis, Phrynosoma, Tropidolepisma, Lygosoma, Ophioscincus) aus Centralamerica, Mexico und Australien. Monatsberichte der Königlichen Akademie der Wissenschaften zu Berlin, vol. 1873, p. 738-747 (texte intégral).